# Tyrese Maxey
Tyrese Maxey (Texas, 4 de novembro de 2000) é um jogador norte-americano de basquete profissional que atualmente joga no Philadelphia 76ers da National Basketball Association (NBA).
Ele jogou basquete universitário no Kentucky Wildcats e foi selecionado pelos 76ers como a 21ª escolha geral no draft da NBA de 2020.

## Carreira no ensino médio
Filho de Denyse e Tyrone Maxey, Tyrese nasceu em 4 de novembro de 2000, em Dallas, Texas. Seu pai havia sido jogador de basquete universitário por Washington State antes de se tornar treinador. O jogador favorito de basquete na infância de Maxey era Dwyane Wade, e quando ele disse ao pai que queria ser como Wade, Tyrone criou uma rotina de treinamento para seu filho inspirada em sua análise de vídeo de Stephen Curry e Kyrie Irving.
Durante seu segundo ano na South Garland High School, ele teve médias de 22.5 pontos, 5.5 rebotes, 3.6 assistências e 2.5 roubos de bola. Na temporada seguinte, Maxey teve médias de 22.5 pontos, 7 rebotes, 3.1 assistências e 2.3 roubos de bola e a South Garland fez sua primeira aparição no torneio estadual de basquete do Texas. Ele contemplou deixar a escola mais cedo após a temporada de 2018 para entrar na NBA mais cedo, mas acabou decidindo terminar sua carreira de quatro anos na South Garland. Ele terminou sua carreira no basquete colegial com médias de 21.8 pontos, 6.3 rebotes e 3.6 assistências em seu último ano. Além de se formar como o melhor da turma, Maxey foi nomeado para a Primeira Equipe do Texas e foi coroado o Mr. Basketball do Texas.

### Recrutamento
Maxey foi considerado um recruta de cinco estrelas já em seu segundo ano do ensino médio, ao final do qual o Rivals.com o classificou como o 14º melhor jogador do país entre os prospectos de basquete do ensino médio. Em seu último ano, ele foi classificado como o 10º melhor jogador pelo Rivals.com e pelo 247Sports, e o 13º pela ESPN. Ele recebeu ofertas de vários programas de basquete universitário, incluindo Michigan State, Universidade da Califórnia e SMU, mas se comprometeu verbalmente com a Universidade de Kentucky em maio de 2018, logo antes de seu último ano do ensino médio.
| Nome | Cidade Natal                                          | Escola/Universidade | Altura             | Peso           | Data da revisão   |
| --- | ----------------------------------------------------- | ------------------- | ------------------ | -------------- | ----------------- |
| Tyrese Maxey PG / SG | Dallas, TX                                            | South Garland (TX)  | 6 ft 2 in (1.88 m) | 190 lb (86 kg) | 5 de Maio de 2018 |
| Tyrese Maxey PG / SG | Recrutamento: Rivals: 247Sports: ESPN: ESPN grade: 95 |                     |                    |                |                   |
| Classificação geral de novatos: Rivals: 10º \| 247Sports: 10º \| ESPN: 13º |                                                       |                     |                    |                |                   |
| - Nota: Em muitos casos, Scout, Rivals, 247Sports e ESPN podem entrar em conflito em suas listas de altura e peso, nestes casos, a média foi obtida. A ESPN mede os calouros numa escala de 0 a 100. - Fonte: |                                                       |                     |                    |                |                   |

## Carreira universitária

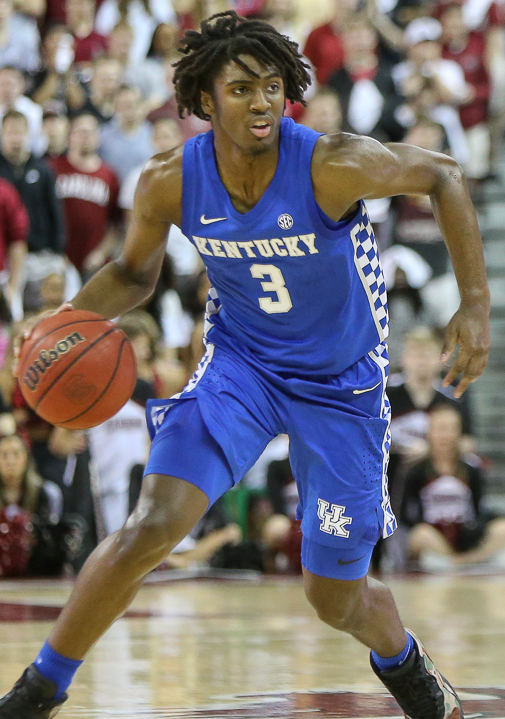
Maxey na Universidade de Kentucky em 2020

Maxey fez sua estreia universitária no Madison Square Garden na vitória de Kentucky sobre Michigan State no Champions Classic. Jogando no dia seguinte ao seu 19º aniversário, Maxey saiu do banco para marcar 26 pontos, um recorde da universidade para uma estreia de calouro, na vitória por 69-62. Esta atuação foi seguida por uma fase ruim em que ele acertou apenas 3 de 15 arremessos de três pontos em quatro jogos. A sequência foi quebrada em 23 de novembro, quando ele marcou 21 pontos, incluindo quatro arremessos de três pontos, em uma vitória por 81-56 sobre o Lamar. Depois de marcar 27 pontos e registrar sete rebotes em uma vitória na prorrogação por 78-70 sobre Louisville em 28 de dezembro, Maxey foi nomeado o Jogador Nacional da Semana da Divisão I da NCAA e o Calouro da Semana da SEC.
Em 29 de fevereiro de 2020, Kentucky garantiu o título da temporada regular da SEC com uma vitória por 73-66 sobre o Auburn, durante a qual Maxey marcou 17 pontos. Duas semanas depois, o Torneio da SEC e o Torneio da NCAA de 2020 foram cancelados devido a preocupações com a emergente pandemia de COVID-19, encerrando prematuramente a temporada de calouro de Maxey. Em 31 jogos por Kentucky, incluindo 28 como titular, ele teve médias de 14 pontos, 4.3 rebotes e 3.2 assistências, liderando a equipe com média de 34.5 minutos. No final da temporada, Maxey foi nomeado para a Segunda Equipe e para a Equipe de Calouros da SEC.  
Em 6 de abril de 2020, pouco depois da pausa devido à COVID-19, Maxey declarou-se para o draft da NBA de 2020, assim como seus companheiros de equipe Nick Richards e Immanuel Quickley.

## Carreira profissional

### Philadelphia 76ers (2020–Presente)

#### Temporada de 2020-21: temporada de estreia

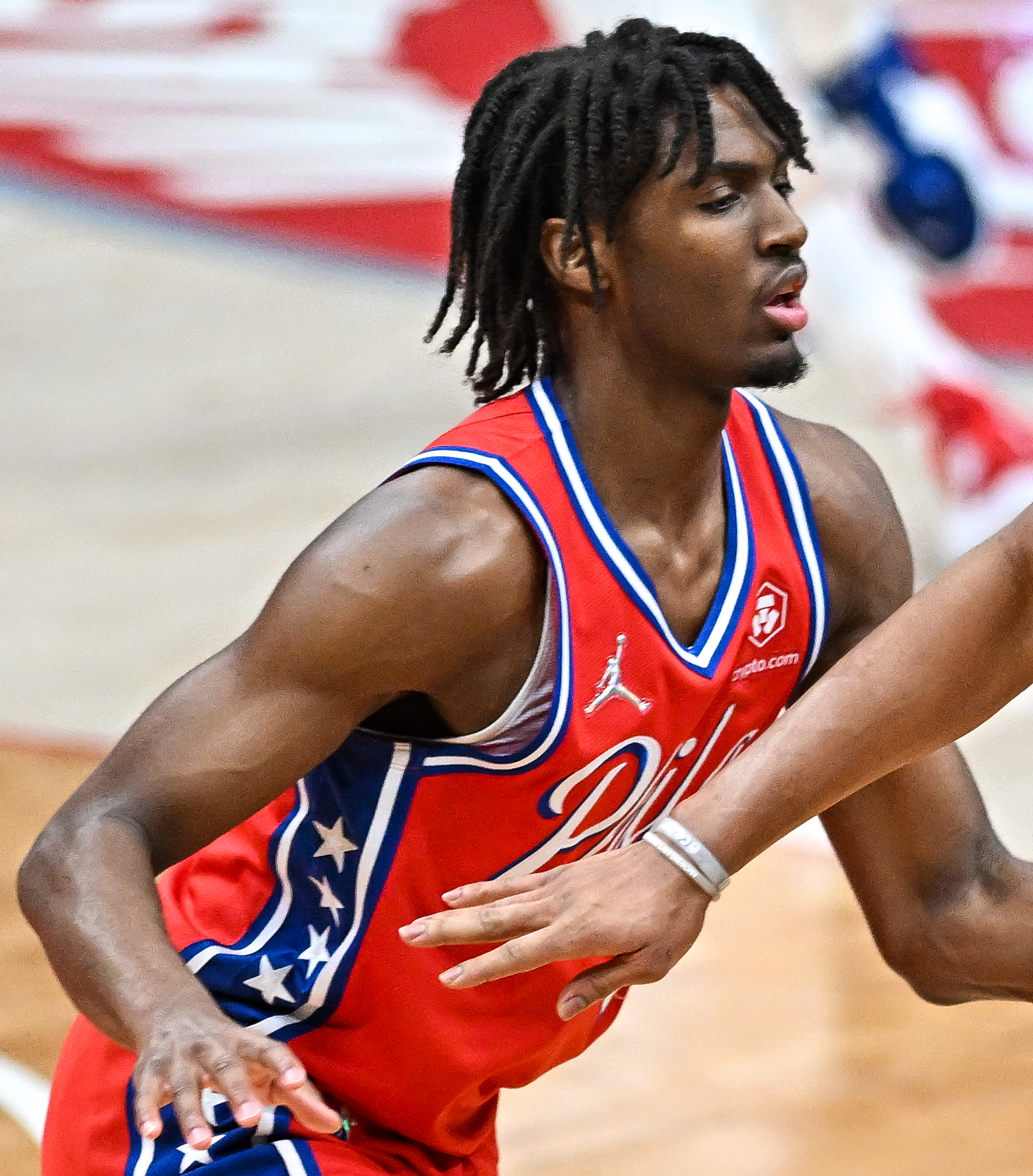
Maxey com os 76ers em 2021.

Maxey foi selecionado como a 21ª escolha geral pelo Philadelphia 76ers no draft da NBA de 2020. Em 3 de dezembro, ele assinou um contrato de 4 anos e US$12 milhões com os 76ers.
Depois de marcar 8 e 11 pontos com minutos limitados durante dois jogos de pré-temporada, o técnico Doc Rivers decidiu que Maxey seria "um dos principais jogadores do nosso banco" na temporada de 2020-21. Ele fez sua estreia na NBA em 23 de dezembro, o primeiro jogo da temporada, e registrou seis pontos, duas assistências e dois rebotes em onze minutos no jogo dos 76ers contra o Washington Wizards.
Com as lesões dos astros Joel Embiid e Ben Simmons e um número de testes positivos para COVID-19 na equipe, os 76ers só puderam reunir o mínimo de oito jogadores para o jogo de 9 de janeiro contra o Denver Nuggets. O elenco reduzido permitiu que Maxey fizesse sua primeira partida como titular na NBA. Embora os Nuggets tenham vencido o jogo por 115-103, Maxey teve uma performance forte com 39 pontos em 44 minutos. Ele marcou mais pontos do que qualquer novato em sua primeira partida como titular desde 1970, bem como mais pontos do que qualquer novato dos 76ers desde que Allen Iverson marcou 40 pontos contra o Washington Bullets em 1997.
Em 61 jogos da temporada regular, incluindo oito como titular, Maxey teve média de oito pontos com uma taxa de acerto de 46% e uma porcentagem de 30% nos arremessos de três pontos em 15 minutos por jogo. Ele não foi titular em nenhum jogo dos playoffs da NBA de 2021, mas fez oito aparições, durante as quais teve média de seis pontos. O Atlanta Hawks derrotou os 76ers nas semifinais da Conferência Leste em sete jogos.

#### Temporada de 2021–22: Transitando para titular
Após a eliminação dos playoffs, Maxey jogou na Summer League para continuar seu desenvolvimento. Quando Ben Simmons se recusou a jogar pelos 76ers no início da temporada de 2021-22, Maxey e Shake Milton ocuparam a posição de armador titular. Após ter médias de 16,9 pontos, 3,5 rebotes e 4,6 assistências em 35,6 minutos nos primeiros 51 jogos da temporada, Maxey foi nomeado para o Rising Stars Challenge do All-Star Game.
No final do prazo de negociação da NBA, os 76ers adquiriram James Harden em uma troca com o Brooklyn Nets, um movimento que teve um impacto positivo imediato para Maxey. A aquisição de Harden permitiu que Maxey voltasse à sua posição natural de ala-armador, o que lhe deu mais oportunidades de arremesso, e ele teve média de 24,5 pontos em seus dois primeiros jogos após a chegada de Harden. Ele terminou a sua segunda temporada com média de 17,5 pontos.
Os 76ers enfrentaram o Toronto Raptors na rodada de abertura dos playoffs. Maxey teve um desempenho extraordinário no primeiro jogo da série, marcando 38 pontos na vitória por 131–111. Ao fazer isso, ele se tornou o jogador mais jovem do Philadelphia a marcar 30 ou mais pontos em um jogo da pós-temporada. Os 76ers derrotou os Raptors em seis jogos e Maxey teve média de 21,3 pontos. Apesar de um desempenho de 34 pontos de Maxey no Jogo 2, os 76ers perderam a série para o Miami Heat em seis jogos. Maxey terminou a série como o artilheiro dos 76ers com média de 20,2 pontos.

#### Temporada de 2022–23: Melhora constante
Em 28 de outubro de 2022, Maxey registrou uma marca pessoal impressionante de 44 pontos, com 15 de 20 arremessos convertidos, incluindo nove dos seus 12 tentativas de três pontos, em uma vitória por 112-90 sobre o Toronto Raptors. Ele se juntou a Hal Greer e Allen Iverson como os únicos jogadores dos 76ers a marcar pelo menos 40 pontos em um jogo antes dos 23 anos de idade. Além disso, ele empatou com Danny Green e Dana Barros pelo recorde de mais arremessos de três pontos em um jogo na história dos 76ers, com nove cestas convertidas. Maxey encerrou sua terceira temporada com os 76ers com média de 20,3 pontos, enquanto acertava 43.4% dos arremessos de três pontos.

#### Temporada 2023–24: Primeira seleção para o All-Star Game
Em 12 de novembro de 2023, Maxey registrou seu então recorde pessoal de 50 pontos, além de sete rebotes, cinco assistências e três bloqueios em uma vitória por 137-126 sobre o Indiana Pacers. Ele se tornou o sexto jogador dos 76ers a alcançar 50+ pontos, 5+ rebotes e 5+ assistências (juntando-se a Allen Iverson, Joel Embiid, Wilt Chamberlain, Hal Greer e Dana Barros). Maxey também se juntou a Iverson como os únicos jogadores dos 76ers com 50+ pontos aos 23 anos ou menos. Ele também dedicou seu recorde pessoal ao seu companheiro de equipe Kelly Oubre Jr., que foi atingido por um carro em um acidente e foi para o hospital no dia anterior. Em 29 de dezembro, Maxey marcou 42 pontos em uma vitória por 131-127 sobre o Houston Rockets.
Em 1º de fevereiro de 2024, Maxey foi selecionado pela primeira vez para o All-Star Game como reserva da Conferência Leste. No mesmo dia, ele marcou seu então recorde pessoal de 51 pontos em uma vitória por 127-124 sobre o Utah Jazz. Em 7 de abril, Maxey marcou um recorde pessoal de 52 pontos em uma vitória por 133-126 na prorrogação dupla sobre o San Antonio Spurs. Maxey terminou sua 4ª temporada com os 76ers com médias de 25,9 pontos e 6,2 assistências. Ele terminou a temporada como um dos três jogadores a registrar 3 ou mais jogos de 50 pontos durante a temporada, em uma lista que inclui seu companheiro de equipe Joel Embiid e o ala-armador do Phoenix Suns, Devin Booker.
Em 23 de abril de 2024, Maxey ganhou o Prêmio de Jogador que Mais Evoluiu de 2023–24. Em 30 de abril, Maxey marcou um recorde pessoal de 46 pontos nos playoffs na vitória dos Sixers por 112–106 no Jogo 5 da primeira rodada contra o New York Knicks. Ele fez 7 pontos consecutivos nos últimos 25 segundos do tempo regulamentar para empatar o jogo depois de estar perdendo por 96–90, incluindo um arremesso que empatou a partida com 8,1 segundos restantes. Os 76ers acabaram perdendo a série em 6 jogos. Maxey foi visto como o responsável por salvar a temporada do time naquele ano após Embiid ter ficado fora por 2 a 3 meses.
Em 16 de maio, Maxey foi nomeado o vencedor do Prêmio de Espírito Esportivo da NBA de 2023–24. Em 7 de julho, Maxey assinou um contrato de 5 anos e US$ 204 milhões com os 76ers na offseason de 2024.

## Estatísticas da carreira

### NBA

#### Temporada regular
| Ano      | Equipe       | PJ  | PT  | MPJ  | AP   | 3P   | LL    | RT  | AS  | BR  | TO | PPJ  |
| -------- | ------------ | --- | --- | ---- | ---- | ---- | ----- | --- | --- | --- | -- | ---- |
| 2020-21  | Philadelphia | 61  | 8   | 15.3 | .462 | .301 | .871  | 1.7 | 2.0 | .4  | .2 | 8.0  |
| 2021-22  | Philadelphia | 75  | 74  | 35.3 | .485 | .427 | .866  | 3.2 | 4.3 | .7  | .4 | 17.5 |
| 2022-23  | Philadelphia | 60  | 41  | 33.6 | .481 | .434 | .845  | 2.9 | 3.5 | .8  | .1 | 20.3 |
| 2023-24  | Philadelphia | 70  | 70  | 37.5 | .450 | .373 | .868  | 3.7 | 6.2 | 1.0 | .5 | 25.9 |
| Carreira | Carreira     | 266 | 193 | 30.4 | .469 | .383 | .862  | 2.8 | 4.0 | .7  | .3 | 17.9 |
| All-Star | All-Star     | 1   | 0   | 17.0 | .600 | .500 | 1.000 | 3.0 | .0  | .0  | .0 | 10.0 |

#### Play-in
| Ano  | Equipe       | PJ | PT | MPJ  | AP   | 3P   | LL    | RT  | AS  | BR | TO | PPJ  |
| ---- | ------------ | -- | -- | ---- | ---- | ---- | ----- | --- | --- | -- | -- | ---- |
| 2024 | Philadelphia | 1  | 1  | 44.0 | .375 | .167 | 1.000 | 3.0 | 6.0 | .0 | .0 | 19.0 |

#### Playoffs
| Ano      | Equipe       | PJ | PT | MPJ  | AP   | 3P   | LL   | RT  | AS  | BR  | TO | PPJ  |
| -------- | ------------ | -- | -- | ---- | ---- | ---- | ---- | --- | --- | --- | -- | ---- |
| 2021     | Philadelphia | 12 | 0  | 13.0 | .439 | .333 | .636 | 1.8 | 1.3 | .3  | .5 | 6.3  |
| 2022     | Philadelphia | 12 | 12 | 40.4 | .484 | .377 | .940 | 3.5 | 3.9 | .8  | .2 | 20.8 |
| 2023     | Philadelphia | 11 | 11 | 38.5 | .427 | .400 | .903 | 4.8 | 2.3 | 1.4 | .5 | 20.5 |
| 2024     | Philadelphia | 6  | 6  | 44.6 | .478 | .400 | .893 | 5.2 | 6.8 | .8  | .3 | 29.8 |
| Carreira | Carreira     | 41 | 29 | 32.5 | .458 | .389 | .870 | 3.6 | 3.1 | .8  | .4 | 17.8 |

### Universitário
| Ano     | Equipe   | PJ | PT | MPJ  | AP   | 3P   | LL   | RT  | AS  | BR | TO | PPJ  |
| ------- | -------- | -- | -- | ---- | ---- | ---- | ---- | --- | --- | -- | -- | ---- |
| 2019–20 | Kentucky | 31 | 28 | 34.5 | .427 | .292 | .833 | 4.3 | 3.2 | .9 | .4 | 14.0 |

Fonte:

## Prêmios e Homenagens
NBA
- NBA Most Improved Player: 2024
- NBA All-Star: 2024
- NBA Sportsmanship Award: 2024

## Vida pessoal

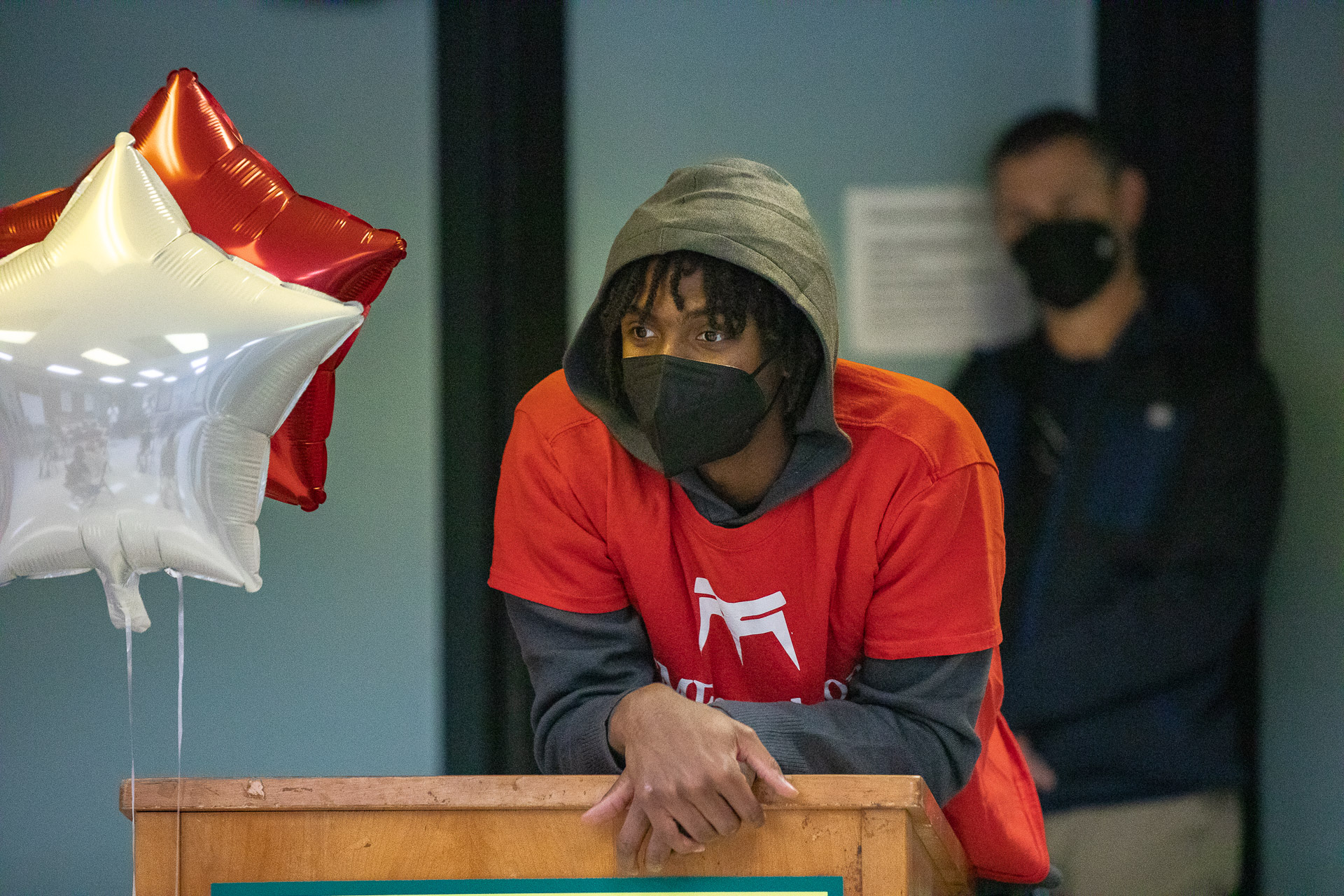
Maxey em um evento de caridade para sua fundação

Durante a temporada de basquete universitário de 2017–18, o pai de Tyrese, Tyrone, foi o diretor de desenvolvimento de jogadores da SMU, uma das universidades que tentou recrutar seu filho.
Durante a temporada da NBA, Tyrese mora em Voorhees Township, New Jersey. Sua casa pegou fogo na véspera de Natal de 2021, enquanto sua família estava o visitando para o feriado, mas ninguém ficou ferido, e os 76ers forneceram a Maxey acomodações e outros recursos para ele e sua família.
Maxey é amigo de infância de outro jogador da NBA, R. J. Hampton. Embora jogassem basquete na mesma região geográfica desde a primeira série, nunca foram companheiros de equipe, apenas adversários.
Fora do basquete, Maxey é um fã dedicado da Marvel Comics e do Universo Cinematográfico da Marvel. Seus filmes favoritos incluem Homem-Aranha: De Volta ao Lar e Os Vingadores, e ele já se comparou ao personagem Homem-Aranha. Ele também dirige uma fundação de caridade, a Tyrese Maxey Foundation, que fez parceria com a Youth Services, Inc., para ajudar a prevenir a evasão escolar nas escolas da área da Filadélfia.

No dia 11 de Janeiro de 2023, a empresa de calçados e vestuário desportivos New Balance anunciou oficialmente a contratação de Maxey para seu elenco de atletas patrocinados, o destacando como uma das estrelas em ascensão da liga.